# 八戸市中央卸売市場

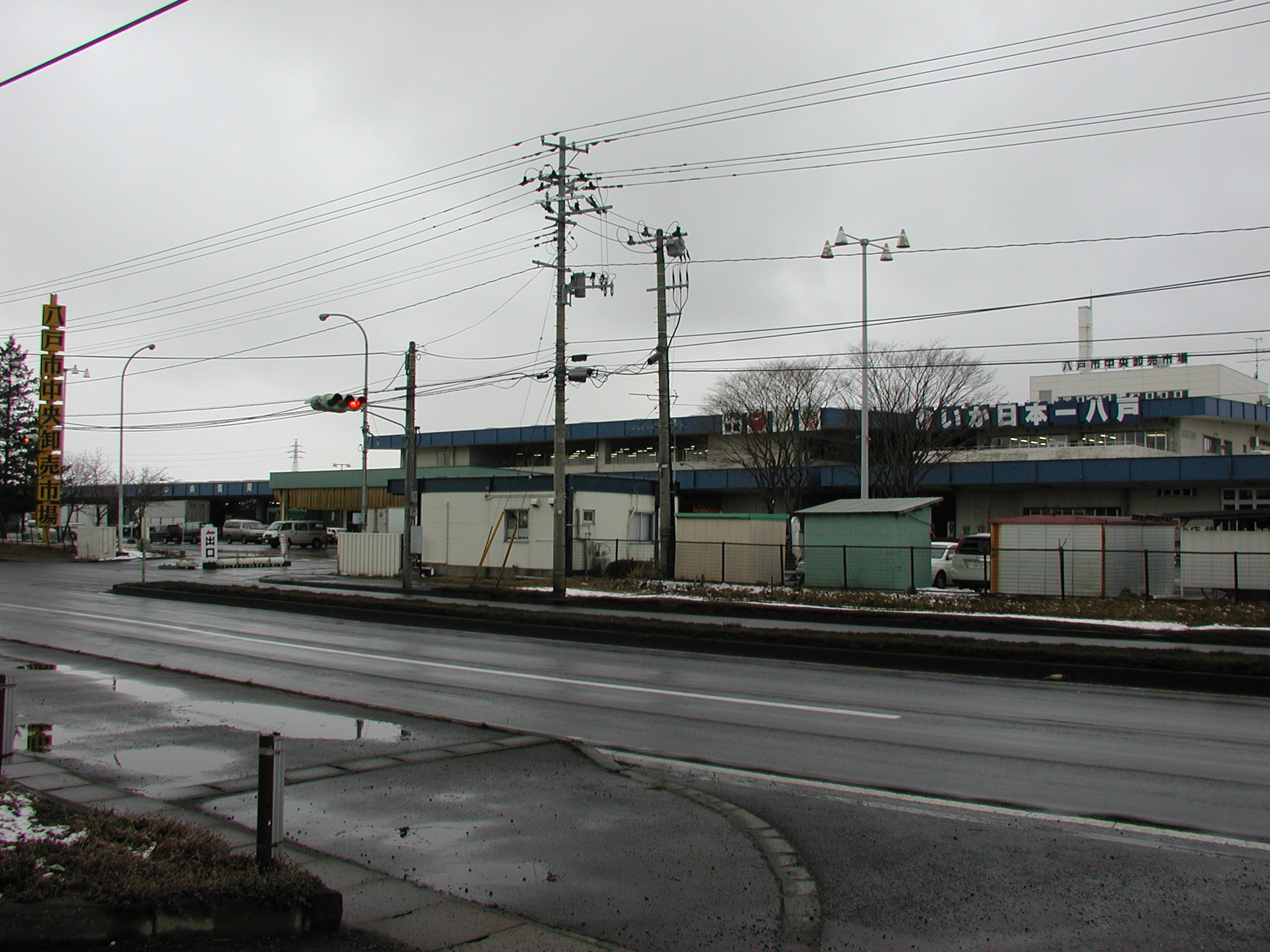
八戸市中央卸売市場（2008年3月撮影）

八戸市中央卸売市場（はちのへしちゅうおうおろしうりしじょう）は、青森県八戸市が設置している市営の中央卸売市場。

## 概要
八戸中央卸売市場は、青森県県南地域を中心に八戸市から100キロメートル圏に生鮮食料品を供給している卸売市場である。供給地域は、岩手県北を含む青森県内4市14町6村で約65万人である。
市場は青果部と花き部に分かれている。

## 入場卸売会社
青果部
- 八戸中央青果株式会社[1][2]

花き部
- 八戸花き株式会社

## 歴史
ここでは、八戸市HP 中央卸売市場の沿革を元に記述する。
- 1967年 青果物卸売業界から八戸市に公設市場設置要請が出される
- 1975年 着工（土地造成・市場建設）
- 1977年 竣工・開場
- 1989年 花き業界から八戸市中央卸売市場に「花き部」の設置要望が提出される
- 1993年 花き部施設建設工事着工
- 1994年 花き部の業務開始

## 周辺
- 八戸総合卸センター
- 八戸卸センター簡易郵便局
- 八戸西検診プラザ
- はちのへゆーゆらんど 新八温泉
- 八食センター
  - 伊吉書院 西店
  - カーメッセ ジャンボ
  - サンワドー 八食店
- ファミリーマート 八戸卸センター店
- 三八五流通 本社